# Prince Yaroslav
Pour plus de détails, voir Fiche technique et Distribution.
Prince Yaroslav (en russe : Ярослав. Тысячу лет назад, aroslav. Tysiatchou let nazad, litt. « Yaroslav. Il y a 1000 ans ») est un film russe réalisé par Dmitri Korobkine (ru), sorti en 2010.

## Synopsis
Au début du XIe siècle, le Prince Yaroslav, fils de Vladimir Ier Prince de Kiev, règne sur la ville de Rostov, il combat les bandes de vendeurs d'esclaves sur son territoire. Il se fait alors enlever par le village des ours, et essaie de les convertir au christianisme et de construire un fort afin de mettre fin à ces incursions.

## Fiche technique
- Titre : Prince Yaroslav
- Titre original : Ярослав. Тысячу лет назад (Yaroslav. Tysiatchou let nazad)
- Réalisation : Dmitri Korobkine (ru)
- Scénario : Dmitri Korobkine, Marina Kochkina (ru)
- Musique : Andreï Komissarov, Gleb Matveitchouk (ru)
- Photographie : Dmitri Korobkine
- Directeur artistique : Maria Tourskaïa
- Costumes : Anna Bartuli, Irina Tchepenko
- Maquillage : Valentina Petrova
- Son : Vladimir Litrovnik
- Cascades : Anton Smekalkine
- Effets spéciaux : Pavel Donatov
- Montage : Dmitri Tchistiakov
- Casting : Elina Terniaeva
- Producteurs : Vadim Bourkine, Oleg Sourkov
- Producteur exécutif : Andreï Volkov
- Durée : 1h59

## Distribution
- Aleksandr Ivachkevitch (ru) : Prince Yaroslav
- Svetlana Tchuikina (ru) : Ralda
- Alexeï Kravtchenko : Harald
- Viktor Verjbitski : Sviatozar
- Valery Zolotoukhine : Tchurillo
- Pavel Khroulev (ru) : Vend
- Elena Plaksina (ru) : Jelana
- Boris Tokarev : Melei
- Vladimir Antonik (ru) : Vyshata (en)
- Youri Vaksman (ru) : Boudy
- Konstantin Milovanov (uk) : Boudimir